# Wimauma
Wimauma est une localité américaine située dans le comté de Hillsborough, en Floride.

## Démographie
| 1930 | 1940 | 1950 | 1960 | 1980  | 1990  |
| ---- | ---- | ---- | ---- | ----- | ----- |
| 400  | 557  | 440  | 576  | 1 477 | 2 932 |

| 2000  | 2010  | - | - | - | - |
| ----- | ----- | - | - | - | - |
| 4 246 | 6 373 | - | - | - | - |